# Peyton Siva
Peyton Robert Siva Jr. (Seattle, 24 de outubro de 1990), é um basquetebolista profissional estadunidense que atualmente joga pelo New Zealand Breakers que disputa a NBL da Austrália. Disputou a NCAA por Louisville Cardinals sendo campeão nacional em 2013 e posteriormente sendo selecional do Draft da NBA de 2013 pelo Detroit Pistons na 56ª escolha. O atleta possui 1,83m e 84 kg, atuando na posição armador.

## Estatísticas

### Basquetebol Universitário
| Ano      | Equipe               | PJ  | PT  | MPJ  | AP   | 3P   | LL   | RT  | AS  | BR  | TO  | PPJ  |
| -------- | -------------------- | --- | --- | ---- | ---- | ---- | ---- | --- | --- | --- | --- | ---- |
| 2009-10  | Louisville Cardinals | 31  | 0   | 11.3 | .463 | .404 | .610 | 0.8 | 1.8 | 1.0 | 0.1 | 3.9  |
| 2010-11  | Louisville Cardinals | 35  | 35  | 27.9 | .543 | .272 | .681 | 2.8 | 3.1 | 2.0 | 0.2 | 9.9  |
| 2011-12  | Louisville Cardinals | 38  | 38  | 31.7 | .448 | .246 | .739 | 3.2 | 5.6 | 1.7 | 0.1 | 9.1  |
| 2012-13  | Louisville Cardinals | 40  | 40  | 31.2 | .476 | .288 | .867 | 2.4 | 5.7 | 2.3 | 0.2 | 10.0 |
| Carreira |                      | 144 | 113 | 26.2 | .482 | .291 | .737 | 2.4 | 4.7 | 1.8 | 0.1 | 8.4  |

### Carreira Profissional
| Ano     | Liga     | Equipe              | PJ | PT  | %    | 2P      | AP   | 3P     | 3P%  | LL      | LL%  | RT  | BR | AS  | TO |
| ------- | -------- | ------------------- | -- | --- | ---- | ------- | ---- | ------ | ---- | ------- | ---- | --- | -- | --- | -- |
| 2013-14 | NBA      | Detroit Pistons     | 22 | 54  | 2.5  | 11/33   | 33.3 | 7/25   | 28.0 | 11/15   | 73.3 | 14  | 9  | 33  | 1  |
|         | D-League | Fort Wayne Mad Ants | 9  | 129 | 14.3 | 19/50   | 38.0 | 22/43  | 51.2 | 25/31   | 80.6 | 23  | 20 | 45  | 1  |
| 2014-15 | D-League | Erie BayHawks       | 37 | 513 | 13.9 | 119/237 | 50.2 | 54/156 | 34.6 | 113/146 | 77.4 | 124 | 58 | 253 | 3  |
| 2015-16 | LBA      | Juvecaserta Basket  | 21 | 280 | 13.3 | 51/118  | 43.2 | 33/109 | 30.3 | 79/86   | 91.9 | 56  | 43 | 137 | 3  |
| 2016-   | BBL      | Alba Berlin         | 24 | 226 | 9.4  | 32/67   | 47.8 | 35/86  | 40.7 | 57/68   | 83.8 | 45  | 35 | 114 | 1  |